# JAPW
JAPW（Jersey All Pro-Wrestling）は、アメリカ合衆国のニュージャージー州を拠点としているプロレス団体。

## 歴史
1997年4月19日、ファット・フランクが設立。同年、ニュージャージー州で旗揚げ戦を開催。

## タイトル
- JAPWヘビー級王座
- JAPWタッグ王座
- JAPWライトヘビー級王座
- JAPW女子王座

## 参戦選手

### 男子選手
- ケビン・ファーティグ
- ジェイ・ブリスコ
- スティーブ・コリノ
- ネイト・ヘイトリッド
- ネクロ・ブッチャー
- ニック・ゲージ
- ホミサイド
- マーク・ブリスコ

### 女子選手
- アニー・ソーシャル
- サラ・デル・レイ
- ミア・イム
- ルフィスト